# Радоліна
Радоліна (пол. Radolina) — село в Польщі, у гміні Ґоліна Конінського повіту Великопольського воєводства.
Населення — 293 особи (2011).

## Демографія
Демографічна структура станом на 31 березня 2011 року:
|          | Загалом | Допрацездатний вік | Працездатний вік | Постпрацездатний вік |
| -------- | ------- | ------------------ | ---------------- | -------------------- |
| Чоловіки | 150     | 31                 | 103              | 16                   |
| Жінки    | 143     | 28                 | 86               | 29                   |
| Разом    | 293     | 59                 | 189              | 45                   |